# Euconulus
Euconulus ist eine Schnecken-Gattung aus der Familie der Kegelchen (Euconulidae) in der Unterordnung der Landlungenschnecken (Stylommatophora).

## Merkmale
Die rechtsgewundenen Gehäuse sind mehr oder weniger kegelförmig mit mehr oder weniger stark konvexer Basis. Im Gesamthabitus erscheint das Gehäuse daher kegelförmig-kugelig. Die Gehäuse haben 4 bis 6,5 Umgänge, die mäßig und gleichmäßig zunehmen. Die Naht kann mehr oder weniger tief sein. Der letzte Umgang kann eine mehr oder weniger deutliche Kante aufweisen. Die Mündung steht schief zur Windungsachse. Die Mündung ist meist symmetrisch oder asymmetrisch mondsichelförmig. Der Mundsaum ist einfach, gerade und nicht verdickt. Durch die enge Aufwindung ist kein Nabel zu sehen.
Die Schale ist dünn und durchscheinend. Auf der Oberseite sind meist feine Anwachsstreifen vorhanden. An der Unterseite können schwache Spirallinien vorhanden sein. Die Oberfläche des Gehäuses ist entsprechend seidig-glänzend bis stark glänzend. 
Im männlichen Teil des Genitalapparats ist die Prostata vergleichsweise sehr klein und liegt quasi dem großen Eileiter (Ovidukt) auf. Der Samenleiter (Vas deferens) tritt apikal in den Epiphallus ein, der in den langen Penis übergeht. Etwa in Penismitte setzt ein großer blindsackartiger Appendix (Caecum) an, der meist so groß oder sogar deutlich länger als der Penis selber sein kann. Der Penisretraktor setzt etwa in der Mitte des Epiphallus an. Im weiblichen Trakt ist der freie Eileiter sehr lang, der untere Teil ist drüsig ausgebildet. Das Reservoir der Spermathek ist elliptisch und mäßig groß. Der Stiel der Spermathek ist vergleichsweise sehr kurz und das Reservoir kommt noch unterhalb des Eisamenleiters zu liegen. Die Spermathek kann auch rückgebildet sein. Die Vagina ist deutlich kürzer als der freie Eileiter, fast ebenso lang ist das Atrium.  Der Weichkörper ist nur schwach hellbräunlich oder hellgräulich gefärbt. Der Fuß ist sehr schmal und die Tentakeln relativ lang.

## Ähnliche Gattungen
In den anderen Gattungen der Euconulinae fehlt fast immer der große Blindsck (Caecum) im unteren Teil des Penis, oder dieser ist sehr klein.

## Geographische Verbreitung und Lebensraum
Die Gattung ist holoarktisch verbreitet. Allerdings ist der Umfang der Gattung unsicher. Eventuell ist das Verbreitungsgebiet wesentlich größer.

## Taxonomie
Das Taxon wurde 1883 als Untergattung von Conulus Fitzinger, 1833 von Otto Reinhardt aufgestellt. Conulus Fitzinger, 1833 ist aber ein jüngeres Homonym von Conulus Leske, 1778 und daher ungültig. Otto Reinhardt rechnete fünf Arten (fulvus, praticola, pupula, pustulinus und phyllophilus) sicher zu seiner neuen Untergattung, eine sechste Art wurde mit Fragezeichen dazu gestellt, Henry Augustus Pilsbry und James Henry Ferriss bestimmten Helix fulva zur Typusart der Gattung Euconulus. Ein ungelöstes nomenklatorisches Problem stellt die Gattung Petasina Beck, 1847 dar, für die ebenfalls Helix fulva zur Typusart bestimmt wurde. Sie wird derzeit aber in einem anderen Sinne verwendet.
Schileyko unterteilte die Gattung Euconulus 2002 in neun Untergattungen. Einige der Untergattungen werden von der MolluscaBase nicht anerkannt oder als selbständige Gattungen behandelt. Dadurch erhielte die Gattung jedoch einen Umfang weit über die Typusart hinaus. Allerdings ist MolluscaBase auf dieser Seite inkonsistent und fehlerhaft. Alle Arten, die üblicherweise zu diesen synonymisierten Untergattungen gestellt werden, sind unter Euconulus nicht aufgeführt, sondern (wie in MolluscaBase) nur die Arten von Euconulus s. str. bzw. der Untergattung Euconulus (Euconulus). Welter-Schultes hält auch E. alderi für ein gültiges Taxon.
- ?Euconulus alderi (Gray, 1840)[7]
- †Euconulus alveolus (F. Sandberger, 1887), Pleistozän
- Euconulus callopisticus (Bourguignat, 1880)
- Helles Kegelchen (Euconulus fulvus (O. F. Müller, 1774))
- Dunkles Kegelchen (Euconulus praticola (Reinhard, 1883))
- †Euconulus styriacus Harzhauser, Neubauer & Binder, 2014, Miozän[8]
- Wald-Kegelchen (Euconulus trochiformis (Montagu, 1803))